# Rhacophorus baluensis
Rhacophorus baluensis är en groddjursart som beskrevs av Robert F. Inger 1954. Rhacophorus baluensis ingår i släktet Rhacophorus och familjen trädgrodor. IUCN kategoriserar arten globalt som nära hotad. Inga underarter finns listade i Catalogue of Life.